# 1165 Imprinetta
1165 Imprinetta là một tiểu hành tinh vành đai chính bay quanh Mặt Trời. Approximately 49 kilometers in diameter, Nó hoàn thành một chu kỳ quay quanh Mặt Trời là 6 năm. Chu kỳ tự quanh là 8 giờ. Nó được phát hiện bởi Hendrik van Gent ở Johannesburg, South Africa ngày 24 tháng 4 năm 1930. Tên ban đầu của nó là 1930 HM.